# Bertrand (Nebraska)
Bertrand – wieś w Stanach Zjednoczonych, w stanie Nebraska, w hrabstwie Phelps.